# Бристоль (переписна місцевість, Вермонт)
Бристоль (англ. Bristol) — переписна місцевість (CDP) в США, в окрузі Еддісон штату Вермонт. Населення — 1936 осіб (2020).

## Географія
Бристоль розташований за координатами 44°8′14″ пн. ш. 73°5′13″ зх. д. / 44.13722° пн. ш. 73.08694° зх. д. (44.137309, -73.086917).  За даними Бюро перепису населення США в 2010 році переписна місцевість мала площу 5,58 км², з яких 5,51 км² — суходіл та 0,07 км² — водойми.

## Демографія
Згідно з переписом 2010 року, у переписній місцевості мешкало 2030 осіб у 869 домогосподарствах у складі 526 родин. Густота населення становила 364 особи/км².  Було 912 помешкання (163/км²).
Расовий склад населення:
| - 95,8 % — білих - 0,7 % — азіатів - 0,3 % — чорних або афроамериканців - 0,1 % — корінних американців - 1,1 % — осіб інших рас |

До двох чи більше рас належало 1,9 %. Частка іспаномовних становила 1,4 % від усіх жителів.
За віковим діапазоном населення розподілялося таким чином: 21,7 % — особи молодші 18 років, 62,0 % — особи у віці 18—64 років, 16,3 % — особи у віці 65 років та старші. Медіана віку мешканця становила 42,1 року. На 100 осіб жіночої статі у переписній місцевості припадало 95,0 чоловіків;  на 100 жінок у віці від 18 років та старших — 91,6 чоловіків також старших 18 років.
Середній дохід на одне домашнє господарство  становив 55 793 долари США (медіана — 41 833), а середній дохід на одну сім'ю — 62 508 доларів (медіана — 56 250). Медіана доходів становила 36 532 долари для чоловіків та 37 803 долари для жінок. За межею бідності перебувало 11,9 % осіб, у тому числі 22,7 % дітей у віці до 18 років та 1,8 % осіб у віці 65 років та старших.
Цивільне працевлаштоване населення становило 868 осіб. Основні галузі зайнятості: освіта, охорона здоров'я та соціальна допомога — 37,1 %, будівництво — 9,8 %, виробництво — 9,7 %.